# Leonardo Marras
Leonardo Marras (Grosseto, 12 gennaio 1973) è un politico italiano, dal 22 ottobre 2020 assessore alle attività produttive, all'economia, al credito e al turismo della Regione Toscana, nonché consigliere regionale del PD alla Regione Toscana dal 2015.

## Biografia
Nato a Grosseto il 12 gennaio 1973, ottenne il diploma di maturità al liceo scientifico "Guglielmo Marconi" e iniziò subito la carriera politica venendo eletto consigliere comunale a Roccastrada nel 1992 con il PDS. Nel comune roccastradino fu anche allenatore nella scuola calcio della squadra dilettantistica del Roccastrada. Nel 1999, all'età di 26 anni, venne eletto sindaco di Roccastrada con i DS.

### Presidente della Provincia di Grosseto
Al termine del suo secondo mandato da sindaco, nel 2009 si candidò alle elezioni amministrative della Provincia di Grosseto, in rappresentanza di una coalizione di centro-sinistra formata da Partito Democratico, Italia dei Valori, Sinistra per la Provincia di Grosseto, Riformisti per Grosseto e la lista civica Marras Presidente. Al ballottaggio del 21 e 22 giugno ebbe la meglio sullo sfidante del centro-destra Alessandro Antichi, vincendo con il 56,8% dei voti. Oltre alla carica di presidente della provincia, Marras fu anche delegato all'Assemblea regionale del Partito Democratico, membro del Consiglio regionale delle Autonomie locali e del consiglio di amministrazione di Grossetofiere Spa. Dal 2012 al 2014 ha rappresentato l'Italia al Consiglio d'Europa per il Congresso dei poteri locali e regionali, ed è stato anche presidente e coordinatore del GAC (Gruppo di Azione Costiera) dal 2012 al 2015.

### Regione Toscana
Si candida alle elezioni regionali in Toscana del 31 maggio 2015 col PD, nella mozione del presidente uscente Enrico Rossi, risultando il primo eletto nella circoscrizione di Grosseto con 10.265 preferenze in consiglio regionale della Toscana. Il 30 giugno successivo viene eletto Capogruppo del PD in Consiglio regionale.
In Regione è stato membro della Prima Commissione, della Commissione istituzionale per la ripresa economico-sociale della Toscana costiera, e vice-presidente della Commissione d'inchiesta per la Fondazione e Banca Monte dei Paschi di Siena.
Alle elezioni politiche del 2018 viene candidato nel collegio uninominale di Grosseto per la Camera dei deputati, per la coalizione di centro-sinistra in quota Partito Democratico, raccogliendo il 28% dei voti e venendo sconfitto dal candidato della coalizione di centro-destra, in quota Lega Nord, Mario Lolini.
Nuovamente candidato consigliere per un secondo mandato alle regionali toscane del 2020, è stato eletto con 18 125 preferenze, risultando il più votato in Toscana. Il 22 ottobre 2020 viene nominato assessore con deleghe alle attività produttive, all'economia, alle politiche di credito e al turismo nella giunta regionale della Toscana dal neoeletto presidente della Regione Toscana Eugenio Giani.